# 야우데야
야우데야(𑀬𑁅𑀥𑁂𑀬, 산스크리트어: यौधेय:), 또는 요데야 공화국(산스크리트어: योद्धा गण)은 기원전 5세기부터 서기 4세기까지 인도에 존재하던 무장 세력 연맹체이다. 야우데야(Yaudheya)라는 단어는 전사를 의미하는 요다(yodha)에서 파생된 단어이다. 그들은 서사트라프의 인도-스키타이인 통치자 루드라다만이 주나가드 암석 비문에 새긴 것처럼 주로 전쟁술로 유명한 크샤트리야였다. 야우데야는 기원전 5세기에 등장하여 마우리아 제국에 병합될 때까지 독립적인 통치 구조를 가졌다. 마우리아 제국의 멸망 이후, 자치를 되찾은 야우데야는 숭가 제국과 인도 그리스 왕국과 동시대 국가로 군림하고 자신의 주화를 주조하였다. 그러나 그들은 루드라다만이 이끄는 크샤트라프에 의해 정복되었으며, 잠시 독립을 얻었지만 카니슈카가 통치하던 쿠샨 제국에 병합되었다. 야우데야 공화국은 궁극적으로 서기 4세기 중반 사무드라굽타에 의해 정복된 후 굽타 제국에 병합되어 해체될 때까지 번성하였다.

## 지리학
야우데야는 인더스 강과 갠지스 강 사이의 오늘날 하리아나주에 해당하는 바후단야카(Bahudhanyaka)라는 곳에서 형성되었으며, 수도는 코크라코트이다.  초기 야우데야 동전은 펀자브 동부, 라자스탄 북부 및 우타르프라데시 서부에서 추가로 발견되었다. 그들은 또한 가르와르, 쿠마온, 그리고 히마찰프라데시 등을 군사 원정을 통해 점령한 후 통치하였다. 야우데야 동전은 파키스탄의 바하왈푸르까지 발굴되었다.

## 문학
푸라나(예 : 브라흐만다, 바유, 브라흐마 및 하리밤사)는 야우데야를 우시나라와 니리구의 후손으로 묘사하였다.
마하바라타, 마하마유리, 브리하트삼히타, 푸라나, 찬드라비야카라나 및 카쉬카에 야우데야에 대한 다른 언급이 존재한다.
마하바라타에 따르면 바후단야카 지역은 판다바 5형제 중 넷째인 나쿨라에 의해 정복된 국가 중 하나이다. 바후단야카는 로타크 - 히사르 지역과 일치하는 사카스탄을 향해 서쪽으로 진군하던 나쿨라군에 처음으로 떨어졌다.
바라하밀히라는 그의 저시인 브리하트삼히타(XIV.28 및 XVI.22)에서 야우데야의 위치를 인도 북부 지역으로 비정하였다.

## 역사

### 공화국의 부상

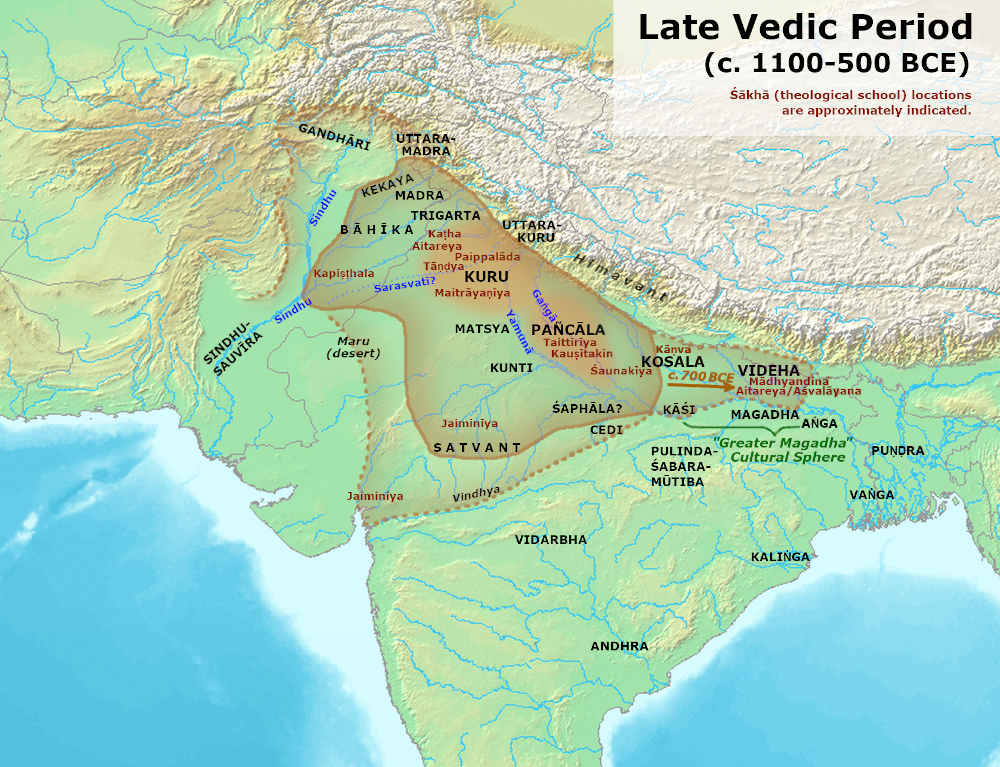
후기 베다 문화 (기원전 1100-500)

아우데야는 쿠루 왕국(기원전 1200년경 ~ 기원전 525년경)의 쇠퇴 이후 독립체로 등장하였다. 야우데야는 결국 쿠루의 이전 수도 인드라프라스타, 하스티나푸라 및 아산디바트를 포함해 이전에 쿠루에 속한 땅을 획득하게 되었다. 베다 시대에 두드러진 권력을 지녔던 쿠루 왕국은 십육대국 시대의 다른 국가들과 비교할 때 그 중요성이 떨어진 상태였다.
야우데야의 존재에 대한 최초의 언급은 기원전 500년경 파니니의 아슈타댜이(V.3.116-17 및 IV.1.178)와 가나파타에 존재하며, 그의 작품에서 야우데야는 아유다-지빈-상가스(ayudha-jivin sanghas), 즉 무기 직업으로 사는 공동체로 언급되고 있다.

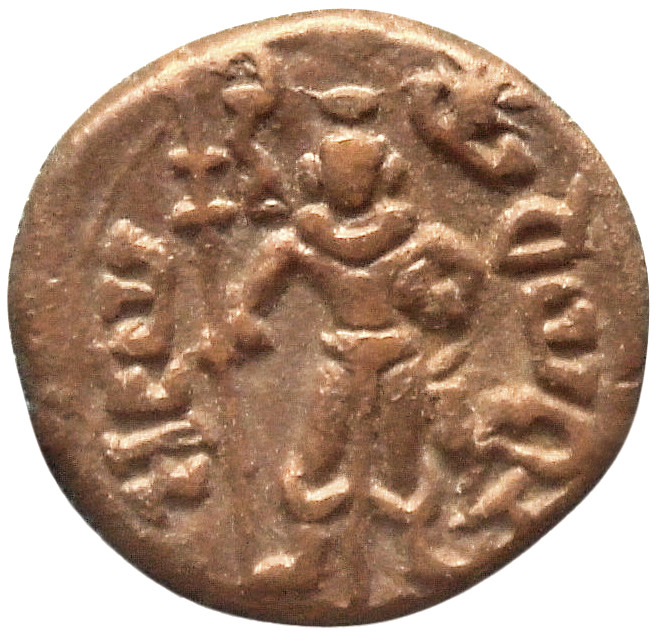
쿠마라 카르티케야가 묘사되어 있는 기원전 1세기경 펀자브의 야우데야 주화.

### 마우리아 제국

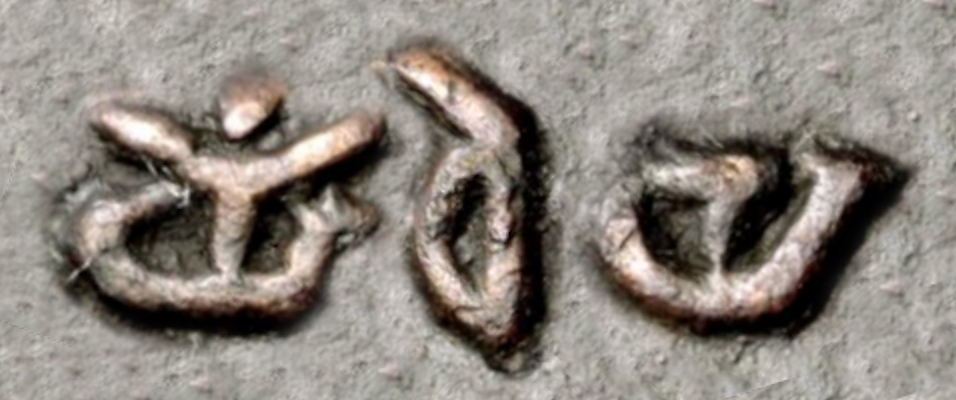
브라흐미 문자로 야우데야(𑀬𑁅𑀥𑁂𑀬)라고 쓰여진 동전.

야우데야는 찬드라굽타 마우리아에 의해 마우리아 제국에 병합되었다. 이들은 또한 파우라바를 합병하였다. 찬드라굽타는 차나키야의 지도하에 마가다의 난다 왕조를 정복하기 전에 펀자브의 지역 왕국과 공화국들에게서 승리를 거두었다. 찬드라굽타는 그의 원정에서 야우데야 가나에 크게 의존하였다. 그의 군대에는 야우데야 가나와 유사한 공화당원들이 많이 포함되어 있었으며, 야우데야의 엘리트와 족장은 정부 직책으로 임명되었다.

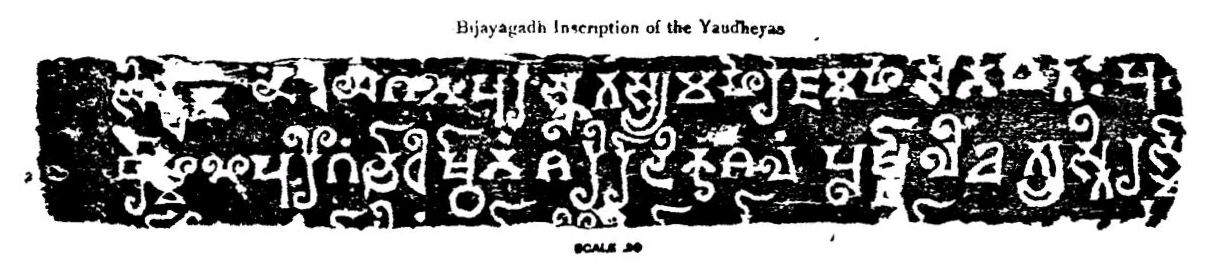
야우데야의 비야가야 비문. 날짜가 표시되지 않은 비문에는 "완벽함을 얻었다! 야우데야 부족의 지도자가 된 마하라자와 마하세나파티의 ... 브라만이 이끄는 합의에 (그들의) 몸의 건강에 대해 물었다....그곳에는."라고 쓰여져 있다.

아소카 치세를 중심으로 한 비죠야가르(Bijoygarh) 비문에 기록된 바와 같이 야우데야-가나-푸하스크리타(Yaudheya-gana-puraskrta)는 마하라자-세나파티(Maharaja-Senapati)의 칭호를 맡은 추장을 임명하였다. 이 야우데야 공화국의 수장은 마우리아군의 마하세나파티(Mahasenapati) 또는 '군대 사령관'으로 임명되었다. 차나키야가 저술한 아르타샤스트라에서는 세나파티를 모든 전쟁 방식(sarvayudha), 모든 무기(praharana)에 능숙하며 겸손과 구속(vidyavinita)을 소유하고 군대의 4개 날개(chaturangini sena)를 모두 제어할 수 있다고 설명하였다.

### 마우리아 제국 이후
마우리아 제국이 붕괴된 직후에 야우데야는 그들의 동전("야우데야의 승리")에서 군사적 승리를 언급한다. 그 시점에서 야우데야는 독립국이 되어 숭가 제국 및 인도-그리스 왕국들과 동시대에 존재하는 독립국이 되었다고 여겨진다.
기원전 2세기와 1세기에 야우데야는 대펀자브의 하리아나(바후단야카) 부분을 차지하였으며, 이 지역은 로타크, 히사르, 카르날 및 구르가온과 인접한 마르와르 사막으로 구성된다.

### 서사트라프에게 패배 (서기 2세기)
서기 2세기에 야우데야 가나는 인도-스키타이인과 대결하였으나 루드라다만 1세에 의해 합병되었다.
루드라다만의 주나가드 바위 비문(서기 150년경)에서는 "크샤트리야들 중의 영웅"이라는 칭호가 자랑스러웠기 때문에 복종하지 않는 야우데야의 군사력을 인정했지만, 비문에서는 궁극적으로 루드라다만이 야우데야를 정복했다는 내용을 공표하고 있다.
복종하기 싫은 야우데야를 무력으로 파괴한 루드라다만(...)은 '모든 크샤트리야들 사이의 영웅'이라는 칭호를 드러낸 것처럼 자랑스러워 했다.
— 주나가드 바위 비문

알렉산더 커닝햄은 루드라다만이 야우데야를 상대로 거둔 승리는 그가 그들의 영토를 자신의 왕국의 일부로 주장하지 않았기 때문에 정치적 지배를 주장하기보다는 원정대를 보내 약탈한 것일 가능성이 높다고 제시한다.

### 쿠산 제국

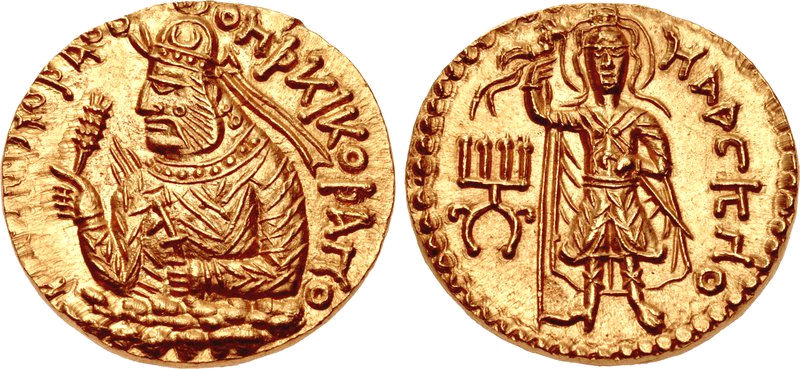
야우데야의 카르티케야 화신인 마세노를 새긴 것이 특징인 쿠샨 통치자 후비샤카(서기 152-192)의 동전

쿠샨인들은 마투라 지역을 유지하려고 노력했을 때 야우데야의 종족이 된 것으로 여겨진다. 쿠샨 황제 후비샤카가 그의 주화에 마세노, 힌두교 신 카르티케야의 쿠샨 화신, 또는 별명이 "마하세나"인 스칸다를 새겼다는 사실이 표시된다. 이 신은 야우데야에게 특히 중요하며 쿠샨 제국이 야우데야 영토로 확장하였을 때 쿠샨 주화에 통합되었을 가능성이 있다.
카니슈카는 그의 라바타크 바위 비문에서 야우데야 영토를 포함하는 인도의 " 크샤트리야 영역"으로의 원정을 설명하고 있다. 또한 카니슈카는 야우데야의 주요 신이었으며 종종 주화에 묘사된 마하세나 신 또는 마하세노(카르티케야)를 포함하여 이란 및 인도 등 다양한 지역신의 위임 동상을 나타낸다.
(4행) 그것은 1년만에 인도의 크샤트리야의 영역 전체에 선포되었다...."

(10-11행)...그리고 그는 마세노(Maaseno)라고 불린다... 그리고 그는 마찬가지로 위에 쓰여진 이 신들의 이미지를 만들라는 명령을 내렸다..."— 카니슈카의 라바타크 비문

R.C. 마줌다르에 따르면 서기 180년경 야우데야족은 시스툴레즈 지역에 위치한 다른 자나파다, 예컨대 아르주나야나족, 쿠닌다족과 함께 쿠샨족에게 큰 타격을 입히는 데 중요한 역할을 했다고 한다. 그 결과 동부 펀자브 지역에서는 쿠샨족이 더 이상 존재하지 않게 되었다. 야우데야 동전이 이 승리를 거둔 사건을 자랑스럽게 기념하고 있기 때문에, 이 주장은 수치학적 증거에 의해 더욱 뒷받침된다. 특히 이 동전들은 쿠샨 카로슈티 문자가 브라흐미 문자로 대체되어 승리의 중요성을 강조하는 독특한 특징을 보인다. 쿠샨 시대 이후의 야우데야 주화는 현대의 히마찰프라데시까지 이어지며 캉그라에서 발굴된 대규모 보물은 이 지역에 대한 그들의 지배를 보여준다.

### 굽타 제국의 봉신화

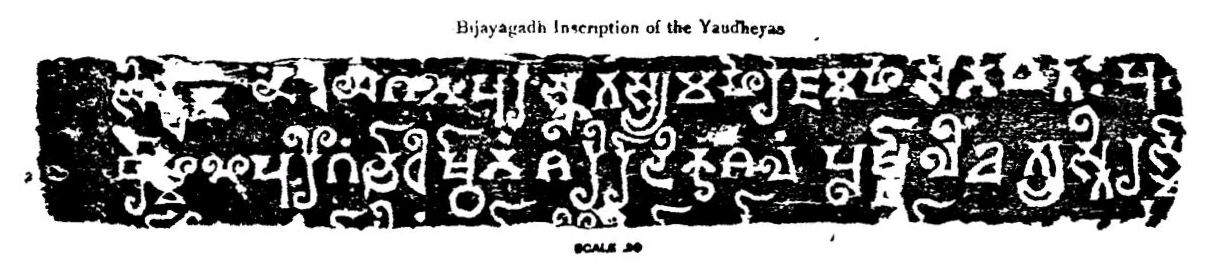
야우데야의 비자야가다 비문. 날짜 표시가 없는 이 비문에는 "완벽함을 얻었다! 야우데야 부족의 지도자가 된 마하라자와 마하세나파티에 대해 ... 그리고 브라만들이 이끄는 정착민들에게 (그들의) 몸의 건강 등에 대해 질문하였다... "그리고 저기...."라고 쓰여져 있다

야우데야의 이름은 후에 굽타 황제 사무드라굽타의 알리하바드 기둥 비문에서 그의 통치에 복종하는 것으로 언급된다.
(22–23행) "(사무드라굽타, 그의) 강력한 통치는 말라바족, 아르주나야나족, 야우데야족, 마드라카족, 아비라족, 프라르주나족, 사나카니카족, 카카족, 카라파리카족 및 기타 (부족)들이 모든 공물을 바치고, 명령을 집행하고, 사마타타, 다바카, 카마루파, 네팔라 및 카르트리푸라 등의 변경 통치자들이 복종하기 위해 (그의 궁정을) 방문함으로써 촉진되었다."— 사무드라굽타의 알라하바드 기둥 비문 제22-23행(서기 350-375년).

## 화폐학적 증거
알렉산더 커닝엄은 야우데야 동전을 기원전 1세기 이전에 만들어진 더 오래되고 더 작은 유형 A 동전과 인도-스키타이 권력이 쇠퇴한 서기 3세기의 더 큰 유형 B 동전 두 가지로 나눴다. 커닝햄은 이후의 동전이 인도 스키타이인의 화폐에서 복사된 것으로 보인다고 말한다.
존 알란은 야우데야 동전을 6개의 유형으로 분류한 반면 빈센트 아서 스미스는 이전에 세 가지 유형을 제시하였다. 앨렌이 사용한 분류는 오늘날까지도 학자들에 의해 주로 사용하고 있다.
고대 야우데야의 수도였던 코크라코트 및 나우랑가바드에서 야우데야의 동전이 발견되었다
야우데야가 생산한 초기 동전을 기반으로 카르티케야는 야우데야의 주신으로 간주되었다고 안정적으로 주장할 수 있다.

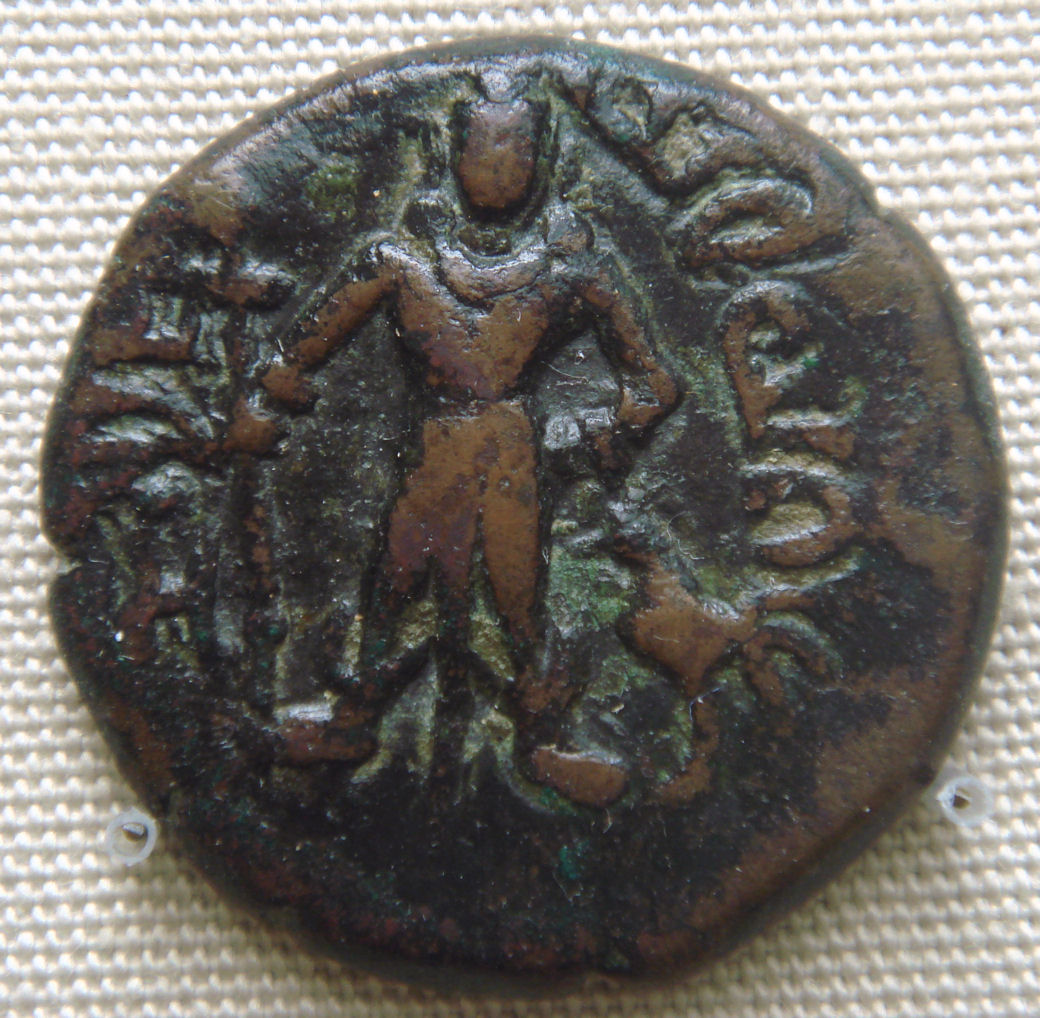
야우데야의 동전인 벨과 수탉이 달린 쿠마라 카르티케야.
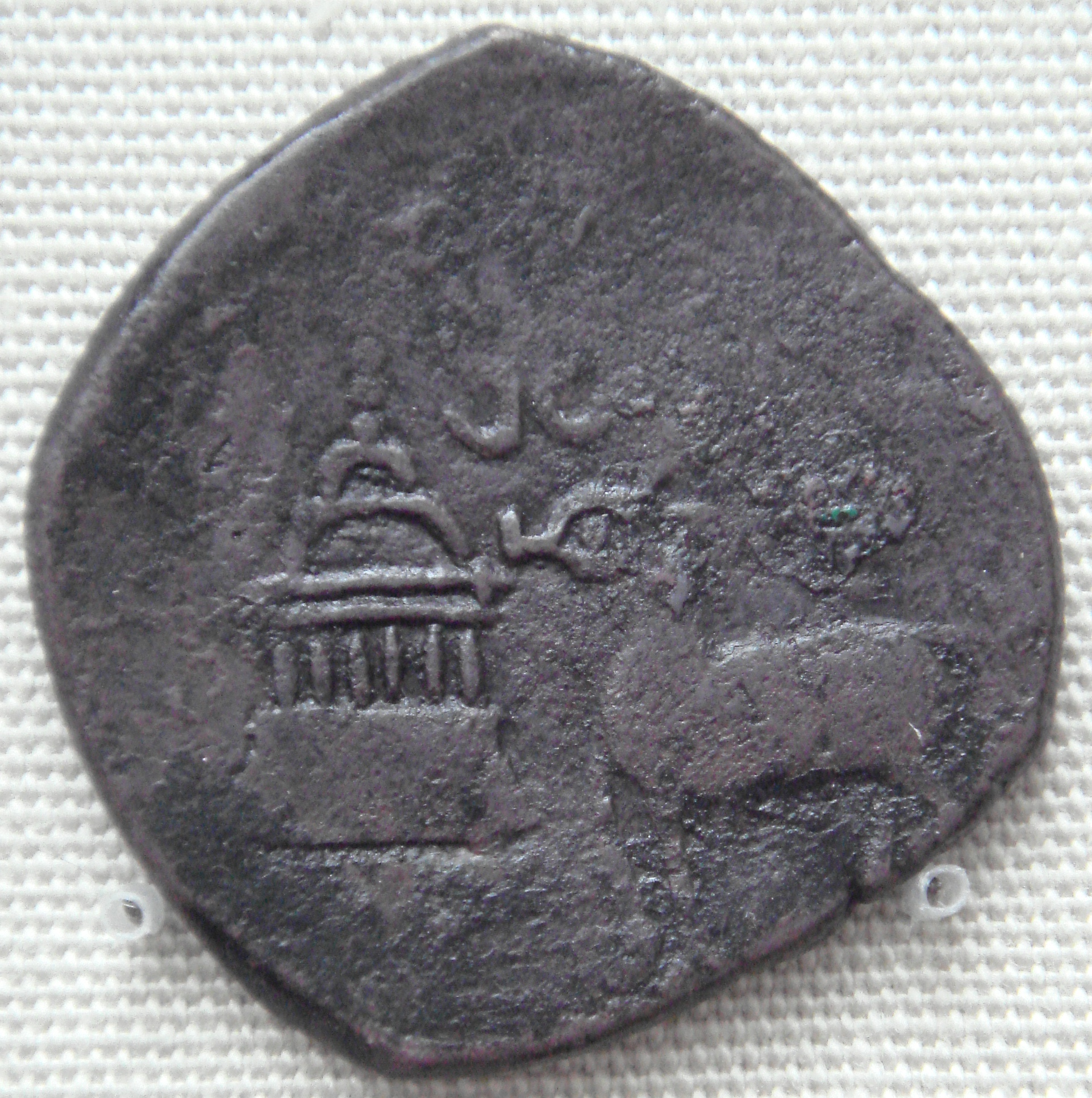
영양이 있는 카트티케야 신사. 야우데야, 펀자브, 서기 2세기.
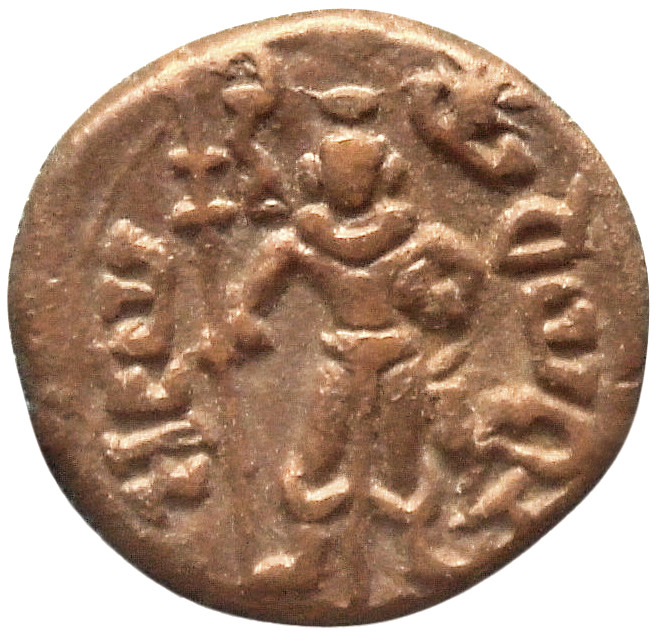
쿠마라 카르티케야의 모습이 그려진 야우데야의 동전, 3~4세기 펀자브.

## 추가 자료
- Dasgupta, KK A Tribal History of Ancient India : A Numismatic Approach, Calcutta, 1974.
- Lahiri, Bela Indigenous States of Northern India (Circa 200 BC-320 AD), University of Calcutta, 1974.